# ヨスコ・アレーナ
ヨスコ・アレーナ（Josko Arena）は、オーストリア・オーバーエステライヒ州リート・イム・インクライスにあるサッカー専用スタジアム。SVリートがホームスタジアムとして使用している。

## 概要
2003年に完成したこのサッカー専用スタジアムは、オーストリア・ブンデスリーガに属しているSVリート（SV Ried）が本拠地として使用している。
SVリートは元々別のスタジアムをホームスタジアムとして使用していたが、クラブが昇格していくにつれ、スタジアムの規模がそれに見合わず、移転を検討していた。そのため自治体や州との協議の結果、新スタジアムを建設することで合意。2003年に収容人数7,650人のスタジアムが完成した。
ちなみに旧スタジアムは現在サテライトチームと育成部門によって使用されている。
2018年6月21日、スタジアムの命名権を国内の窓メーカーであるヨスコ社が買収し、「ヨスコ・アレーナ」 (Josko Arena)と命名された。